# Acteon nakayamai
Acteon nakayamai is een slakkensoort uit de familie van de Acteonidae. De wetenschappelijke naam van de soort is voor het eerst geldig gepubliceerd in 1952 door Habe.